# Aubel Zsolt
Aubel Zsolt (Budapest, 1972. május 20. –) magyar labdarúgó. Első NB I-es mérkőzése 1996. szeptember 4. III. Kerületi TVE - Békéscsabai Előre FC volt, ahol csapata szoros mérkőzésen 1-0-s győzelmet aratott a békéscsabai klub felett.